# Annie Foreman-Mackey
Annie Foreman-Mackey (Kingston, 25 giugno 1991) è un'ex pistard ed ex ciclista su strada canadese.

## Carriera
Nel 2016 ha vinto la medaglia di bronzo nell'inseguimento individuale ai Mondiali di Londra, terminando la prova dietro a Rebecca Wiasak e Małgorzata Wojtyra.

## Palmarès

### Pista
- 2016

3ª prova Coppa del mondo 2015-2016, Inseguimento a squadre (Hong Kong, con Georgia Simmerling, Laura Brown e Stephanie Roorda)
- 2017

Campionati canadesi, Inseguimento a squadre (con Allison Beveridge, Katherine Maine e Jasmin Duehring)
3ª prova Coppa del mondo 2017-2018, Inseguimento a squadre (Milton, con Kinley Gibson, Ariane Bonhomme e Allison Beveridge)
- 2018

Campionati canadesi, Inseguimento a squadre (con Kinley Gibson, Ariane Bonhomme e Laurie Jussaume)
Campionati canadesi, Inseguimento individuale
- 2019

Campionati panamericani, Inseguimento a squadre (con Allison Beveridge, Ariane Bonhomme e Georgia Simmerling)

### Strada
- 2016

Campionati canadesi, Prova in linea Elite

## Piazzamenti

### Competizioni mondiali
- Campionati del mondo su pista

Londra 2016 - Inseguimento individuale: 3ª
Hong Kong 2017 - Inseguimento a squadre: 6ª
Hong Kong 2017 - Inseguimento individuale: 10ª
Apeldoorn 2018 - Inseguimento a squadre: 4ª
Apeldoorn 2018 - Inseguimento individuale: 11ª
Pruszków 2019 - Inseguimento a squadre: 4ª
Pruszków 2019 - Inseguimento individuale: 6ª
Berlino 2020 - Inseguimento a squadre: 4ª
Berlino 2020 - Inseguimento individuale: 5ª
- Campionati del mondo su strada

Doha 2016 - Cronosquadre: 5ª
Doha 2016 - In linea Elite: ritirata
- Giochi olimpici

Tokyo 2020 - Inseguimento a squadre: 4ª